# Victor Scout
Victor Scout (Heinrich Pursuit) – amerykański samolot myśliwski z okresu I wojny światowej, jedna z pierwszych amerykańskich konstrukcji tego typu. Samoloty były zaprojektowane przez Alberta Heinricha i zbudowane w zakładach Victor Aircraft Corporation. Łącznie zbudowano cztery samoloty tego typu, dwa w 1917 i dwa rok później, typy różniły się tylko rodzajem silników i szczegółami konstrukcyjnymi. Samolot został uznany za udany, ale pierwsze dwa egzemplarze miały silnik o zbyt małej mocy, a dwa następne zostały zbudowane już po zakończeniu wojny i nie zainteresowały Signal Corps (United States Army). Samolot nie wszedł do produkcji seryjnej.

## Historia
Pierwsze dwa samoloty zostały zaprojektowane przez Alberta Heinricha w 1917 jako jednomiejscowy samolot typu określanego wówczas jako scout (dosłownie – „zwiadowczy”, „rozpoznawczy”), w niektórych źródłach określany jest też jako „eksperymentalny samolot pościgowy szkolenia zaawansowanego” (experimental advanced pursuit trainer). Zgodnie z ich nazwą, ówczesne scouty, nazwa weszła do użycia około 1914, używane były do zadań rozpoznawczych i początkowo były nieuzbrojone. Po wybuchu wojny nieuzbrojone, jednomiejscowe scouty zostały wkrótce uzbrojone w nieruchome, strzelające do przodu karabiny maszynowe dając w ten sposób początek klasycznym samolotom myśliwskim. W ówczesnej terminologii amerykańskiej samoloty myśliwskie określane były jako samoloty pościgowe (pursuit), ale określenie scout w odniesieniu od jednosilnikowych, jednomiejscowych samolotów używane było jeszcze do końca wojny.
Heinrich zaprojektował i zbudował samolot ze środków prywatnych z nadzieją, że zostanie on zakupiony przez Signal Corps (United States Army) jako pierwszy krajowy samolot myśliwski. Projektując samolot Heinrich miał do wyboru tylko dwa silniki rotacyjne – 100-konny Gnome lub 80-konny Rhône – Heinrich zdecydował się użyć 100-konnego silnika Gnome z powodu jego natychmiastowej dostępności. Dwa prototypy zostały zbudowane w zakładach Victor Aircraft Corporation, nazywane były od nazwy wytwórni – Victor Scout, lub od nazwiska projektanta – Heinrich Pursuit.
Samoloty zostały zakupione przez Signal Corps w 1917 i otrzymały numery seryjne 539 i 540. Samoloty zostały oblatane i przetestowane przez Signal Corps w listopadzie 1917 na lotnisku Langley Field. Konstrukcję oceniono bardzo pozytywnie, ale samoloty zostały odrzucone przez Signal Corps z powodu nieodpowiednich silników.
Rok później, w 1918, Heinrich zbudował dwa następne samoloty, używając tych samych kadłubów, ale tym razem z 80-konnymi silnikami Rhône. Zakupione przez Signal Corps samoloty otrzymały numery seryjne 40007 i 40008. Samoloty przetestowane zostały przez Signal Corps na lotnisku Cooks Field, ale z powodu zakończenia wojny Armia nie była zainteresowana zakupem nowych samolotów.

## Opis konstrukcji
Zachowało się bardzo mało informacji dotyczących konstrukcji i osiągów samolotów Heinricha. Zachowane zdjęcia pokazują typowe jak na ówczesne czasy jednosilnikowe, dwupłatowe samoloty o konstrukcji całkowicie konwencjonalnej. Skrzydła usztywnione były pojedynczą rozpórką typu I i dodatkowo usztywnione cięgnami.
W drugiej wersji z silnikiem Rhône rozpiętość skrzydeł wynosiła 26 stóp, a ich powierzchnia 162,5 stóp kwadratowych (odpowiednio 7,92 m i 15,51 m²), masa startowa wynosiła 1065 funtów (483 kg), a prędkość maksymalna 110 mil na godzinę (177 km/h).